# 12818 Tomhanks
12818 Tomhanks (1996 GU8) là một tiểu hành tinh vành đai chính được phát hiện ngày 13 tháng 4 năm 1996 bởi Spacewatch ở Kitt Peak. Nó được đặt theo tên Academy Award winning actor Tom Hanks due in part to his role as Jim Lovell in the movie Apollo 13.